# ویلسن (کانزاس)
ویلسن (به انگلیسی: Wilson) شهری در ایالت کانزاس کشور ایالات متحده آمریکا است که جمعیت آن در سرشماری سال ۲۰۱۰ میلادی، ۷۸۱ نفر بوده‌است.

## نگارخانه

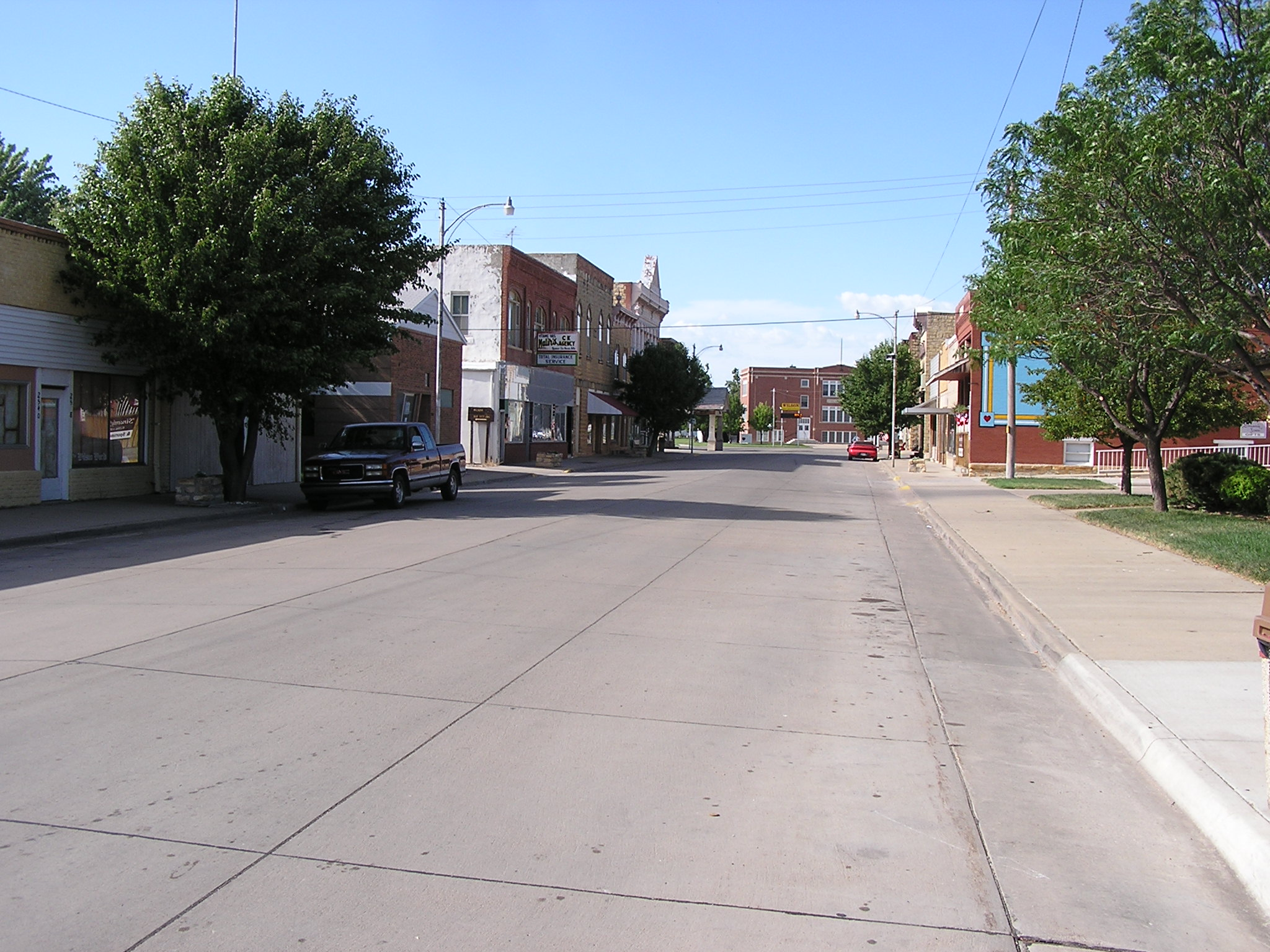